# Pecado venial
El pecado venial, también llamado pecado leve, sería una negligencia, tropiezo o vacilación en el seguimiento de Cristo. El cometer pecados veniales, además, añadiría tiempo de purgatorio. En el sacramento de la penitencia o confesión, los cristianos no tienen la obligación de culparse por los pecados veniales, como sí la tienen con los mortales. El acto penitencial al inicio de la Eucaristía perdona solo los pecados veniales.
En la teología moral católica, el pecado venial deja que la caridad siga existiendo en el hombre, constituyendo un desorden moral que está relacionado con la falta de amor, la violencia, la incredulidad, el rechazo y la burla, y no rompe la Alianza con Dios. “No priva de la gracia santificante, de la amistad con Dios, de la caridad, ni por tanto, de la bienaventuranza eterna”, y puede ser humanamente reparado por la gracia de Dios habiéndose arrepentido de él con un acto de contrición perfecta. (I Jn 5, 16-17) ("Si alguno ve que su hermano comete un pecado que no es de muerte, pida y le dará vida - a los que cometen pecados que no son de muerte pues hay un pecado que es de muerte por el cual no digo que pida-. Toda iniquidad es pecado, pero hay pecado que no es de muerte"). 

## Condiciones
Según el catolicismo, un pecado venial se comete cuando no se observa en una materia leve la medida prescrita por la ley moral, o cuando se desobedece a la ley moral en materia grave, pero sin pleno conocimiento o sin entero consentimiento.
Comparativamente, un pecado mortal o pecado serio grave, aquel que implica la muerte «espiritual» del alma o separación de Dios, es la violación con pleno conocimiento y deliberado consentimiento de la ley de Dios en una materia grave.
Como manifiesta el Nuevo Testamento al condenar hasta al que mira con deseo sexual a una mujer, el pecado podría ser interior (selección del deseo solamente) o exterior (selección del deseo seguido por la acción). Según esta teología moral, la persona que por su propia voluntad desea fornicar, matar, robar o cometer otro pecado grave, ya habría ofendido seriamente a Dios al escoger interiormente lo que Dios habría prohibido.
Estas dos categorías de pecado se encuentran explícitamente en las Escrituras. En el Antiguo Testamento, había pecados que meritaban la pena de muerte y pecados que se podían expiar con una ofrenda. En el Nuevo Testamento, estas categorías materiales son reemplazadas por las espirituales, y la muerte natural por la muerte eterna.